# Clotilde Coulombe
Pour les articles homonymes, voir Coulombe.
Clotilde Coulombe, née le 4 avril 1892 à Québec et morte le 13 mai 1985, est une pianiste, professeur de musique et religieuse québécoise.

## Biographie
Clotilde Coulombe fait partie d'une famille de 17 enfants. Son père, Édouard Coulombe est propriétaire du commerce Quebec Fruit & Fish. Elle étudie avec ses sept sœurs à Charlesbourg chez les Sœurs du Bon-Pasteur, où elles font leurs premiers apprentissages musicaux. Un peu plus tard, elle étudie le piano avec Omer Létourneau, le mari de sa sœur Maria Coulombe.
En 1911, elle est la première lauréate du Prix d'Europe. Ce Prix d'Europe lui permet d'avoir une bourse pour aller étudier à Paris. En France, elle étudie la musique avec Lucien Berton (voix), Alfredo Casella (piano), Camille Chevillard (musique de chambre), Alfred Cortot (piano) et Félix Fourdrain (harmonie). Elle côtoie également le compositeur Gabriel Fauré lors de ses études.
En raison du début de la Première Guerre mondiale, Clotilde Coulombe revient au Canada en 1914. Elle devient pianiste de concert ainsi que professeur de musique.
Clotilde Coulombe entre dans les ordres religieux et devient dévote pendant quelques années au point d'en perdre la santé. Elle finit par renoncer à la vie religieuse et retourne à la vie civile. Elle se marie avec le docteur Edmond Ouellette et s'installe à Saint-Michel de Bellechasse. Ensemble, ils ont 12 enfants.
Elle meurt à l'âge de 93 ans à Saint-Michel de Bellechasse au Québec.

## Source
- Biographie succincte de Clotilde Coulombe dans celle d'Omer Létourneau
- Clotilde Coulombe, premier Prix d'Europe en 1911
- Hommage à Clotilde Coulombe et à Omer Létourneau à  Saint-Michel-de-Bellechasse.
- Un siècle de symphonie au Québec